# Zwarte kervel
Zwarte kervel (Smyrnium) is een geslacht van kruidachtige planten uit de schermbloemenfamilie (Umbelliferae oftewel Apiaceae). De botanische naam Smyrnium is afgeleid van het Oudgriekse 'smyrnion' (mirre) en verwijst naar de geur, de naam betekent dan ook 'sterk ruikend'. De soorten komen voor in Macaronesië, van oostelijk Centraal-Europa tot in het Middellandse Zeegebied en in Turkmenistan.
In België en Nederland komen twee soorten in het wild voor:
- Zwartmoeskervel (Smyrnium olusatrum)
- Doorwaskervel (Smyrnium perfoliatum)

## Soorten
- Smyrnium connatum Boiss. & Kotschy
- Smyrnium cordifolium Boiss.
- Smyrnium creticum Mill.
- Smyrnium olusatrum L. - Zwartmoeskervel
- Smyrnium perfoliatum L. - Doorwaskervel